# 北海道札幌丘珠高等学校
北海道札幌丘珠高等学校（ほっかいどう さっぽろおかだまこうとうがっこう、Hokkaido Okadama High School）は、北海道札幌市東区北丘珠1-2-589-1にある公立（道立）の高等学校。

## 沿革
- 1974年（昭和49年）12月1日 - 北海道札幌東区新設高等学校事務取扱発令
- 1974年（昭和49年）12月20日 - 仮設校舎竣工
- 1974年（昭和49年）12月25日 - 学校名を北海道札幌丘珠高等学校と決定
- 1975年（昭和50年）4月9日 - 開校式及び第1回入学式挙行
- 1975年（昭和50年）5月1日 - 本校舎第1期工事着工
- 1975年（昭和50年）12月26日 - 体育館竣工
- 1976年（昭和51年）3月19日 - 本校舎第1期工事竣工
- 1976年（昭和51年）11月3日 - 校歌制定
- 1978年（昭和53年）3月10日 - 第1回卒業式挙行
- 1978年（昭和53年）11月20日 - 武道場竣工
- 1979年（昭和54年)6月23日 - 校舎落成式挙行
- 1984年（昭和59年）9月22日 - 米国ポートランド市マーシャル高等学校と姉妹校提携
- 1984年（昭和59年）10月7日 - 創立10周年記念式典挙行
- 1988年（昭和63年）3月25日 - 水泳プール竣工
- 1990年（平成2年）3月7日 - 石狩管内教育実践奨励校として受賞
- 1992年（平成4年）3月17日 - 第2体育館竣工
- 1993年（平成5年）1月4日 - 情報処理教室設置
- 1994年（平成6年）10月6日 - 豪州ポートマコーリー高等学校と姉妹校提携
- 1994年（平成6年）10月7日 - 創立20周年式典挙行
- 1994年（平成6年）11月4日 - 体力つくり最優良校受賞
- 1995年（平成7年）2月7日 - 国際交流事業オーストラリア派遣開始
- 1997年（平成9年）9月26日 - オーストラリア姉妹校訪問団来校
- 1999年（平成11年）1月14日 - オーストラリア姉妹校語学研修生受け入れ開始
- 1999年（平成11年）7月27日 - オーストラリア姉妹校への語学研修生派遣開始
- 2000年（平成12年） - 1学年定員360人へ
- 2002年（平成14年） - 1学年定員320へ
- 2003年（平成15年） - コース制（総合文理コース、国際文化コース）導入
- 2009年（平成21年） - フィールド制導入

## 部活動

### 運動部
- 野球部
- 陸上部
- 卓球同好会
- テニス部
- ソフトテニス部
- バレーボール部
- バスケットボール部
- バドミントン部
- ハンドボール部
- サッカー部
- 剣道部
- 空手道部

### 文化部
- 放送局
- 新聞局
- 吹奏楽部
- 美術部
- 書道部
- 理科部
- ボランティア部
- 写真部
- 茶華道部
- パソコン研究部
- 漫画研究部

## 著名な出身者

### 芸能
- 江川有未（タレント）
- 北脇一徹（俳優）

### マスコミ
- 佐藤修（東北放送アナウンサー）

### スポーツ
- 松原修平（サッカー選手、北海道コンサドーレ札幌所属）

### 学術・文化
- 麓耕二（工学者、青山学院大学理工学部教授）
- 加藤康男（理工学者）
- 鈴木聡士（工学者、北海学園大学工学部教授）

### その他
- 秋元大輔（録音技師）

## アクセス
- 北海道中央バス（札幌東営業所） 丘珠高校バス停